# 瀋撫都市間鉄道
瀋撫都市間鉄道（しんぶとしかんてつどう）は中華人民共和国遼寧省瀋陽市の瀋陽南駅と同撫順市の撫順北駅を結ぶ鉄道である。

## 概要
全長は61km。2008年11月に建設開始され、2009年7月30日に開通した。起点は瀋陽南駅、終点は撫順北駅である。設計最高速度は時速120kmであり、蘇撫線を改良して建設された。「瀋撫同城化」戦略の重要路線でもある。

## 歴史
- 2009年7月30日：路線開業。車両はNDJ3型が採用され、運賃は17元であった。
- 2010年11月2日：車両は25G型客車に置き換えられ、運賃は11元に値下げされた。
- 2011年12月17日：車両は25B型客車に置き換えられ、運賃も5.5元に値下げされた[2]。
- 2014年12月10日：瀋吉線瀋陽北駅 - 撫順北駅間の電化工事が完成し、使用車両はCRH5型に統一された。瀋陽北駅から撫順北駅の所要時間は最速32分となり、2等席の運賃は13元とされた。